# Yushu (socken i Kina, Heilongjiang, lat 46,02, long 125,25)
Yushu (kinesiska: 榆树, 榆树乡) är en socken i Kina. Den ligger i provinsen Heilongjiang, i den nordöstra delen av landet, omkring 110 kilometer väster om provinshuvudstaden Harbin. Antalet invånare är 19 397. Befolkningen består av 9 535 kvinnor och 9 862 män. Barn under 15 år utgör 14,0 %, vuxna 15-64 år 78 %, och äldre över 65 år 7,0 %.
Genomsnittlig årsnederbörd är 725 millimeter. Den regnigaste månaden är juli, med i genomsnitt 180 mm nederbörd, och den torraste är januari, med 6 mm nederbörd.